# إدموند بيرك
إدموند بيرك (بالأيرلندية: Edmund Burke) مفكر سياسي إيرلندي، يعتبر من رواد الفكر المحافظ الحديث. من أشهر أعماله «تأمّلات حول الثورة في فرنسا» 1790 م في التحذير من تبعات الثورة الفرنسية التي حدثت في عهده، معبراً عن امتعاضه من ولع الثوريين المثير للفتنة والاضطراب، والذين اعتبرهم متعصبين إيدلوجين تدفعهم المثالية النظرية لتحطيم كل ما سبق، إلا أنه كان من المؤيدين للثورة الأمريكية. عاش ما بين 1729-1797 م.
في الواقع كان بيرك مهتم أكثر بما أسماه «مبدأ المحافظة» لم يكن يستخدم كلمات «محافظ» أو «التيار المحافظ», فمصطلح لم يستخدم بمعناه السياسي إلا بعد ثلاث عقود من وفاته، أساساً كتسمية جديدة لحزب المحافظين
يعزى إليه الفضل في ابتكار مفهوم السلطة الرابعة حين راح يقارن أهمية الصحافة ببنية الحكومة وقتذاك، والتي تتوزع على ثلاثة أحزاب، رجال الدين والنبلاء والعوام، قائلاً إن المراسلين الصحفيين هم الحزب الرابع -السلطة الرابعة- الأكثر تأثيراً من كافة الأحزاب الأخرى.
واقتبس تعبير السلطة الرابعة منه في مؤلفين مختلفين المؤرخ والناقد الأسكتلندي توماس كارليل ما أدى إلى رواجه.
من أشهر أقواله «الشر ينتصر عندما يفشل الرجال الأخيار في التحرك»

## النشأة

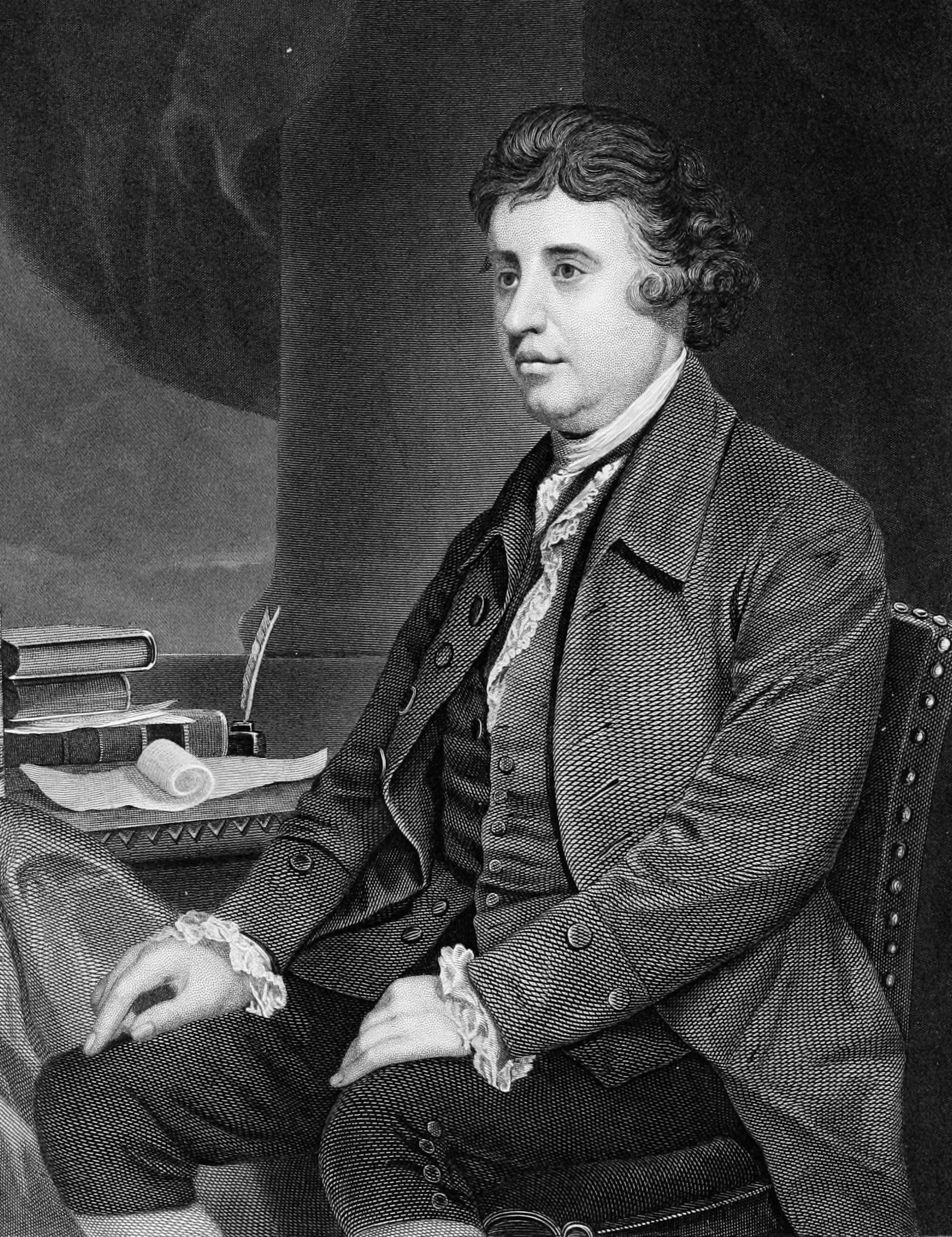
إدموند بيرك

وُلد بيرك في دبلن، أيرلندا. كانت والدته ماري، ني نيغل (حوالي 1702 - 1770), من الروم الكاثوليك الذين انحدروا من عائلة  الكلاسيكي كاونتي كورك ابن عم المربّي الكاثوليكي نانو ناغل بينما كان والده ريتشارد (توفي 1761) محاميًّا ناجحًا، وعضو كنيسة أيرلندا. يبقى من غير المعروف ما إذا كان هو نفسه ريتشارد بيرك الذي اعتنق الكاثوليكية. تنحدر أسرة بيرك من فرسان الأنجلو نورمانديين المعروفين باسم دي بورغ (يُعرف اللاتينيون باسم دي بورغو), الذين وصلوا إلى أيرلندا في عام 1185 بعد غزو هنري الثاني لإنجلترا عام 1171 وهو من بين العائلات الرئيسية الغالية أو الإنجليزية القديمة التي اندمجت في المجتمع الغالي، «أيرلندي أكثر من الأيرلنديين أنفسهم».

التزم بيرك بإيمان والده وظل أنجليكانًّا ممارسًا طوال حياته، على عكس أخته جوليانا التي نشأت وترعرعت كاثوليكية. لاحقًا، اتهمه أعداؤه السياسيون مرارًا وتكرارًا بأنه تلقى تعليمه في كلية القديس أومير اليسوعية، بالقرب من كاليه، فرنسا؛ وكان لديه تعاطف كاثوليكي سري في وقت كانت فيه الكنيسة الكاثوليكية تخلعه من منصبه العام (انظر قوانين العقوبات في أيرلندا). كما قال بيرك فرانسيس كرو:
حاول أعداء السيد بيرك في كثير من الأحيان إقناع العالم بأنه قد ولد على العقيدة الكاثوليكية، وأن أسرته كانت كذلك، وأنت نفسه قد تلقى تعليمه في سانت أومير؛ لكن هذا كان زائفًا، لأن والده كان رجل قانون في دبلن، والذي لا يمكن أن يكون إلا من الكنيسة المقررة: وحدث أن السيد بيرك كان مرتين في باريس، ولم يسبق له أن ذهب عبر مدينة سانت أومير.
بعد انتخابه لعضوية مجلس العموم، طُلب من بيرك أن يؤدي يمين الولاء والتبرّؤ ويمين السيادة ويعلن تقديم الدعم. على الرغم من أن بيرك لم ينكر أبدًا أيرلنديته، لكن وصف نفسه في كثير من الأحيان بأنه رجل إنجليزي. وفقًا للمؤرخ جي سي دي كلارك، كان هذا في عصر قبل سعي القومية السلتية إلى جعل الأيرلندية والإنجليزية متعارضتين.
عندما كان طفلًا، كان بيرك يقضي بعض الوقت بعيدًا عن الهواء غير النقي في دبلن مع عائلة والدته في وادي بلاكووتر في مقاطعة كورك. تلقى تعليمه المبكر في مدرسة كويكر في باليتور، مقاطعة كيلدير، على بعد حوال 67 كم (42 ميلًا) من دبلن؛ وربما مثل ابن عمه نانو ناغل في مدرسة داخلية. بقي على اتصال مع زميلته  في المدرسة من هناك، ماري ليدبيتر، ابنة صاحب المدرسة، طوال حياته.
في عام 1744, بدأ بيرك في كلية الثالوث في دبلن، وهي مؤسسة بروتستانتية، حتى عام 1793 لم تسمح للكاثوليك بالحصول على شهادات. في عام 1747, أسس ناديًّا للنقاشات، إدموند بيرك، والذي اندمج عام 1770 مع نادي تي سي دي التاريخي لتشكيل الجمعية التاريخية للكلية، أقدم مجمع جامعي في العالم. بقي محاضر اجتماعات في نادي بيرك في مجموعة الجمعية التاريخية. تخرج بيرك من كلية الثالوث في عام 1748. أراد والد بيرك أن يدرس القانون. ومع ذلك، ذهب إلى لندن في عام 1750, حيث دخل المعبد الأوسط، قبل أن يترك دراسة القانون للسفر في قارة أوروبا. بعد أن تخلى عن القانون، سعى إلى كسب العيش عن طريق الكتابة.

## حرب الاستقلال الأمريكية
عبر بيرك عن تعاطفه مع معاناة المستعمرات الأمريكية الثلاثة عشر في ظل حكومة الملك جورج الثالث وممثليه الرسميين. في التاسع عشر من أبريل عام 1774، أعد بيرك خطابًا بعنوان «حول نظام الضرائب الأمريكي» (نُشر في يناير عام 1775)، في حركة برلمانية هادفة إلى إلغاء ضريبة الشاي:
«مجددًا ومرة ثانية، عودوا إلى مبادئكم القديمة – ابحثوا عن السلام واصنعوه؛ اتركوا أمريكا -إذا كانت تمتلك مواد قابلة لفرض الضرائب- تفرض ضرائبها بنفسها. أنا لست هنا من أجل البحث في الفروق بين الحقوق، ولا من أجل محاولة توضيح حدودها. أنا لا أدخل في هذه الفوارق الميتافيزيقية؛ فأنا أكره سماع هذه المفردات حتى. اتركوا الأمريكيين كما كانوا في الماضي، وسوف تختفي الفوارق المولودة من منافستنا الكريهة. وافقوا على ربط أمريكا بقوانين تجارية؛ لطالما فعلتم ذلك.. لا تلقوا عليهم عبء الضرائب.. ولكنكم إذا عقّدتم مصدر الحكم وسممتموه من خلال الإصرار على هذه التعديلات بشكل مفرط قاتل غير حكيم.. سوف تدفعونهم إلى التشكيك في هذه السيادة [البريطانية] بحد ذاتها. إذا لم يمكن التوفيق بين السيادة والحرية، فما هو الخيار الذي سوف يتخذونه؟ سوف يرمون سيادتكم في وجهكم. لا يمكنكم إقناع أي مجموعة من البشر بالخضوع للعبودية».
في الثاني والعشرين من مارس عام 1775، ألقى بيرك خطابًا في مجلس العموم البريطاني (نُشر في مايو عام 1775) بخصوص التسوية مع أمريكا. دعا بيرك إلى السلام باعتباره خيارًا مفضلًا على الحرب الأهلية، وذكر مجلس العموم بالتعداد السكاني المتنامي في أمريكا، بالإضافة إلى صناعتها القوية وثروتها الكبيرة. حذر من فكرة تراجع الأمريكيين في وجه القوة بما أن معظم الأمريكيين يعودون لأصول بريطانية:
«سكان المستعمرات منحدرون من الإنجليز. بالتالي فهم ليسوا فقط متمسكين بالحرية، بل هم مخلصون للحرة وفقًا للأفكار والمبادئ الإنجليزية. هؤلاء الأشخاص من البروتستانت، لا يجب أن تكون عملية إقناعهم قريبة إلى الحرية فقط، بل يجب أن تكون قائمة عليها. يعود تعلقي بالمستعمرات إلى الارتباط العاطفي النابع من الأسماء المتشابهة والدم الممتزج والحقوق ذاتها والدفاع المشترك. هذه الروابط -على الرغم من خفتها خفة الهواء- قوية كالحديد. فلتبق المستعمرات دومًا فكرة عن الحقوق المدنية مرتبط بحكومتكم – سوف يتعلقون ويتمسكون بكم، ولن تتمكن أي قوة تحت هذه السماء من إبعادهم عن الولاء لكم. ولكن عليكم توضيح أن حكومتكم شيء وامتيازاتهم شيء آخر بشكل لا يدع مجالًا للبس، وأن هذين الأمرين يمكن أن يكونا موجودين دون أي علاقة متبادلة – الإسمنت قد اختفى، والتلاحم يتراخى، وكل شيء يسير على عجل في سبيل الخراب والتفكك. طالما أنكم تملكون من الحكمة ما يكفي لإبقاء السلطة والسيادة على هذا البلد كمعقل للحرية، المعبد المقدس المرتبط بإيماننا المشترك، حيث يقدس العرق المختار وأبناء إنجلترا الحرية، سوف يتطلع [أبناء المستعمرات] إليكم دومًا. كلما تكاثروا، كلما ازداد عدد أصدقائكم؛ كلما ازداد حماسهم للحرية وحبهم لها أصبح ولاؤهم لكم أقرب إلى المثالية. يمكن أن يجدوا العبودية في أي مكان، فهي نبتة تنمو في كل تربة. يمكن أن يحصلوا عليها من إسبانيا، يمكن أن يحصلوا عليها من بروسيا. لكن، وحتى تفقدوا بالكامل شعوركم بالكرامة ومصلحتكم الحقيقية، سوف تكونون المصدر الوحيد الذي يحصلون منه على الحرية».
أولى بيرك السلام مع أمريكا أهمية تفوق أي شيء آخر، طالبًا من مجلس العموم تذكر أن الفائدة العائدة من الأموال الواردة من المستعمرات الأمريكية أهم بكثير من أي محاولة لتأديب المستعمرين:
«المقترح هو السلام. ليس السلام التالي للحرب، ليس السلام المنتزع من برزخ المفاوضات المعقدة عديمة النهاية، ليس السلام الآتي من الصراعات الدولية.. إنه سلام بسيط، نصل إليه بمساره الطبيعي. إنه سلام مطلوب بروح من السلام، وموضوع بمبادئ سلمية بشكل نقي».
لم يكتفِ بيرك بتقديم مقترح سلام إلى البرلمان، بل قدم له أربعة أسباب مدروسة بعناية تنهى عن استخدام القوة. قدم اعتراضاته بطريقة مرتبة، مركزًا على كل منها قبل الانتقال إلى الآخر. كانت النقطة الأولى التي أثارت قلقه هي أن استخدام القوة لا يمكن إلا أن يكون مؤقتًا، أما الاحتجاجات والانتفاضات في إقليم أمريكا الاستعمارية البريطانية فلن تكون مؤقتة. ثانيًا، عبّر بيرك عن قلقه حول فرصة بريطانيا في الخروج منتصرة من صراع عسكري في أمريكا، وقال في ذلك «التسليح ليس انتصارًا». ثالثًا، ذكر بيرك موضوع إتلاف الجائزة المرغوبة، قائلًا إن دخول بريطانيا في حرب الأرض المحروقة ضد أمريكا لن يعود عليها بالفائدة، بل سوف يجعل هدف الحرب (أمريكا) متضررًا أو حتى عديم الفائدة. يمكن للمستعمرين الأمريكيين دومًا الانسحاب إلى الجبال، لكن الأرض التي يتركونها خلفهم سوف تكون غالبًا -إما بقصدهم أو بدون قصد- غير مناسبة للاستثمار. السبب الرابع والأخير لتجنب استخدام القوة ضد المستعمرات كان الخبرة، إذ لم يحاول البريطانيون مسبقًا حكم مستعمرة متمردة بالقوة، ولم يعلموا إن كان هذا الأمر قابلًا للتطبيق أساسًا، ناهيك عن إمكانية فرض هذا الحكم بعيدًا عن الوطن بآلاف الكيلومترات. لم تكن هذه الأسباب جميعًا منطقية فحسب، بل إن بعضها كان بمثابة التنبؤات الدقيقة بما سيجري في المستقبل القريب – لم تقبل المستعمرات الأمريكية بالاستسلام حتى عندما بدا المستقبل أمامها حالك السواد، وفي النهاية فشل البريطانيون في محاولاتهم الهادفة إلى الانتصار في الحرب على الأراضي الأمريكية.
لم يكن الاستخدام المؤقت للقوة أو عدم التأكد من النصر أو إتلاف الأراضي الأمريكية أو حتى قلة الخبرة السبب الأساسي لتجنب الحرب مع المستعمرات الأمريكية برأي بيرك، إنما كان السبب الأهم هو طبيعة السكان الأمريكيين بحد ذاتهم: «في هذه الشخصية الأمريكية، يعتبر حب الحرية هو الصفة الأساسية المميزة للمجموعة بأكملها. روح الحرية الجامحة لدى سكان المستعمرات الأمريكية غالبًا أقوى منها لدى أي شعب آخر من شعوب الأرض. الرجال هناك أشداء فضوليون حاذقون، متحمسون في الهجوم، جاهزون للدفاع، واسعو الحيلة». ختم بيرك بطلب السلام مرة أخرى، ورجاء من بريطانيا بتجنب الأفعال التي «قد تؤدي إلى تدمير هذه الإمبراطورية» حسب تعبيره.
قدم بيرك ستة اقتراحات هادفة إلى تسوية النزاع الأمريكي بشكل سلمي:
1. السماح للمستعمرين الأمريكيين بانتخاب ممثلين خاصين بهم، وذلك لتسوية النزاع حول الضرائب دون تمثيل رسمي.
2. الاعتراف بالخطأ، والاعتذار من الأمريكيين على الأخطاء المرتكبة بحقهم.
3. الوصول إلى طريقة فعالة لاختيار هؤلاء الممثلين الرسميين وإرسالهم.
4. تشكيل مجلس شعبي عمومي في أمريكا بحد ذاتها، وإعطاؤه صلاحية تنظيم شؤون الضرائب.
5. التوقف عن جمع الضرائب بالفرض (أو القانون)، والبدء بجمعها فقط عند وجود حاجة لها.
6. منح المساعدات إلى المستعمرات عند وجود حاجة لها.[12]

لا يمكننا اليوم معرفة النتيجة التي كانت لتحدثها هذه الاقتراحات لو طُبقت في الواقع. لسوء الحظ، ألقى بيرك هذا الخطاب قبل شهر واحد فقط من تفجر الصراع في كونكورد وليكسينغتون. بما أن اقتراحات بيرك لم تدخل حيز التنفيذ، لم تُتخذ إجراءات فعالة من أجل مساعدة الطرفين على تجنب الوقوع في صراع عسكري.

## وصلات خارجية
- إدموند بيرك على موقع الموسوعة البريطانية (الإنجليزية)
- إدموند بيرك على موقع إن إن دي بي (الإنجليزية)
- مؤلفات إدموند بيرك في مشروع غوتنبرغ
- أعمال أو نبذة عن إدموند بيرك على أرشيف الإنترنت
- أعمال إدموند بيرك في ليبري فوكس